# NGC 2020
NGC 2020 is een (emissie- of reflectie-) nevel in de Grote Magelhaense Wolk in het sterrenbeeld Goudvis. Het hemelobject werd op 30 december 1836 ontdekt door de Britse astronoom John Herschel.